# Cyrtinus striatus
Cyrtinus striatus es una especie de escarabajo longicornio del género Cyrtinus, tribu Cyrtinini, orden Coleoptera. Fue descrita científicamente por Joly & Rosales en 1990.

## Descripción
Mide 3,92 milímetros de longitud.

## Distribución
Se distribuye por Venezuela.